# 顶枕沟
顶枕沟（英文：Parieto-occipital sulcus），又称顶枕裂（parieto-occipital fissure），是大脑皮层中一个较深的脑沟，是顶叶和枕叶之间的边界，在大脑半球内侧面也分隔了楔叶和楔前叶。 结构上，枕叶位于枕前切迹与顶枕沟间的虚拟连线的后方。

## 结构
顶枕沟大部分区域位于大脑半球的内侧，只有少部分在外侧可见。
- 顶枕沟的外侧（右图1）位于大脑半球“枕极”（occipital pole）前的5厘米处，长约1.25厘米。
- 顶枕沟的内侧（右图2）向大脑半球内部纵深，与距状沟相连，位于胼胝体后部。[2]

## 功能
许多神经成像研究显示，顶枕沟与背外侧前额叶皮层一同参与人脑的计划/规划（planning）活动。